# Taeniura meyeni
Taeniura meyeni és una espècie de peix cartilaginós batoïdeu de la família Dasyatidae, àmpliament distribuïda per les aigües litorals de la regió Indo-Pacífica.

## Taxonomia
Aquesta espècie va ser anomenada com Taeniura meyeni, pels biòlegs alemanys Johannes Peter Müller i Friedrich Gustav Jakob Henle en la seva obra del 1841 Systematische Beschreibung der Plagiostomen, basant-se en dos sintips capturats a Maurici. No obstant això, aquesta espècie és més coneguda sota el nom de Taeniura melanospila (o melanospilos), el qual li va donar l'ictiòleg holandès Pieter Bleeker a un espècimen jove provinent de Java, en un volum del 1953 de la revista científica Natuurkundig Tijdschrift voor Nederlandsch Indië.
A Austràlia, és una de les diverses espècie conegudes com a "bull ray" (en català, rajada toro). Una minoria situa aquesta espècie dins les rajades de riu a la família dels potamotrigònids. Estudis morfològics preliminars han suggerit que aquesta espècie està més estretament relacionada amb els membres del gènere Dasyatis i les espècies Indo-Pacífiques del gènere Himantura, que amb el seu congènere Taeniura lymma, el qual és més proper a les espècies nord-americanes del gènere Himantura (H. pacifica i H. schmardae) i a les rajades de riu.

## Descripció

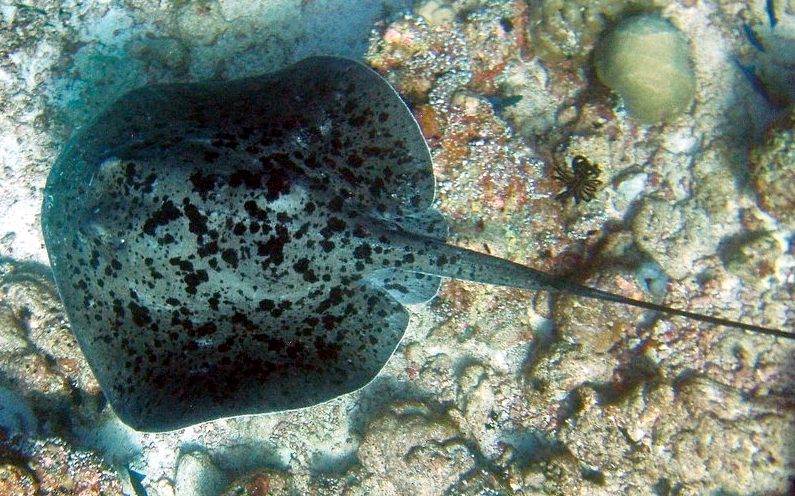
Els trets característics d'aquesta espècie són el seu cos gruixut i arrodonit, i la seva coloració clapada.

Aquesta espècie té un cos més ample que llarg, amb uns marges exteriors lleugerament arrodonits. Els ulls són de mida mitjana i es troben al costat d'uns grans espiracles. Té una cortina de pell curta i ample entre les narius ovalades. La boca és ampla i corbada, i té solcs tènues a les cantonades. Al fons de la boca hi ha una filera de 7 papil·les, de les quals la parella més externa és més petita i es troba apartada de les altres 5. Té entre 37 i 46 fileres de dents a la mandíbula superior i entre 39 i 45 a la mandíbula inferior. Les dents són petites amb un solc profund a la corona, i estant disposades en un dens patró amb forma de quincunci de superfícies aplanades.
Les aletes pèlviques són petites i estretes. La cua és relativament curta, no excedint l'amplada del cos, i té una (rarament dues) espina serrada i llarga a la part superior. La base de la cua és ample, encara que s'estreny ràpidament després de l'espina. La cua té una aleta ventral que va fins a la punta. La cara superior del cos i la cua són aspres i estan coberts d'uns petits grànuls ben separats entre si. També té una filera central de tubercles aguts a l'esquena, juntament amb dues fileres més curtes als costats. El primer d'aquests tubercles es troba a uns 46 centímetres, sobre les espatlles i a la filera del mig.
La coloració dorsal va del gris clar al fosc, el gris marronós, o el morat, sent més intensa cap a les parts més externes del cos, i seguint un patró molt variable de taques irregulars fosques i taques blanques o ratlles. La part de la cua posterior a l'espina, inclòs el plec de l'aleta, és d'un color negre uniforme, mentre que la part inferior és de color blanc cremós amb els marges de l'aleta més foscos. Els individus joves tenen una coloració més clara que la dels adults. Es tracta d'una de les espècies de rajada més grans, podent arribar a créixer fins als 1,8 metres d'ample, 3,3 metres de llarg (inclosa la cua), i assolint un pes de fins a 150 quilograms.

## Distribució i hàbitat

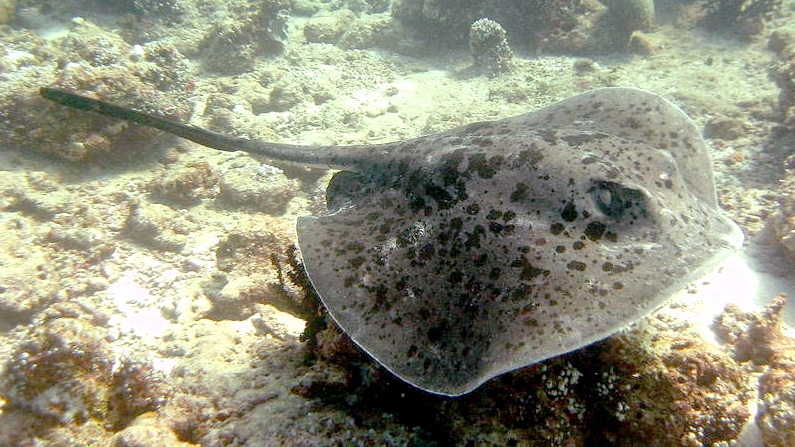
Aquesta espècie sol freqüentar els bancs de sorra propers als esculls de corall.

Estan distribuïdes àmpliament per la conca Indo-Pacífica: des de KwaZulu-Natal a Sud-àfrica cap al nord al llarg de la costa d'Àfrica oriental fins a la mar Roja, incloses Madagascar i les illes Mascarenyes; des de l'oest, la seva distribució s'estén cap a l'est arreu del subcontinent indi fins als Sud-est asiàtic i la Micronèsia, vivint tant al nord com a Corea i el sud del Japó, i tant al sud com a Austràlia, on viu com a mínim des de l'escull Ningaloo, a Austràlia Occidental, fins a l'illa de Stradbroke, a Queensland, inclosa l'illa de Lord Howe. La distribució més oriental registrada ha estat a l'illa del Coco i a les illes Galápagos, amb possiblement alguns individus dispersos per l'Amèrica Central.
Sent habitants de la zona bentònica a la natura, viuen generalment prop de la cosa en fondàries que van dels 20 als 60 metres, encara que han estat vistes des d'on trenquen les ones fins als 439 metres de fondària. Sol viure en sòls sorrencs o rocosos a piscines de marea poc profundes o prop d'esculls de corall o d'esculls rocosos, i fins i tot a estuaris.

## Ecologia

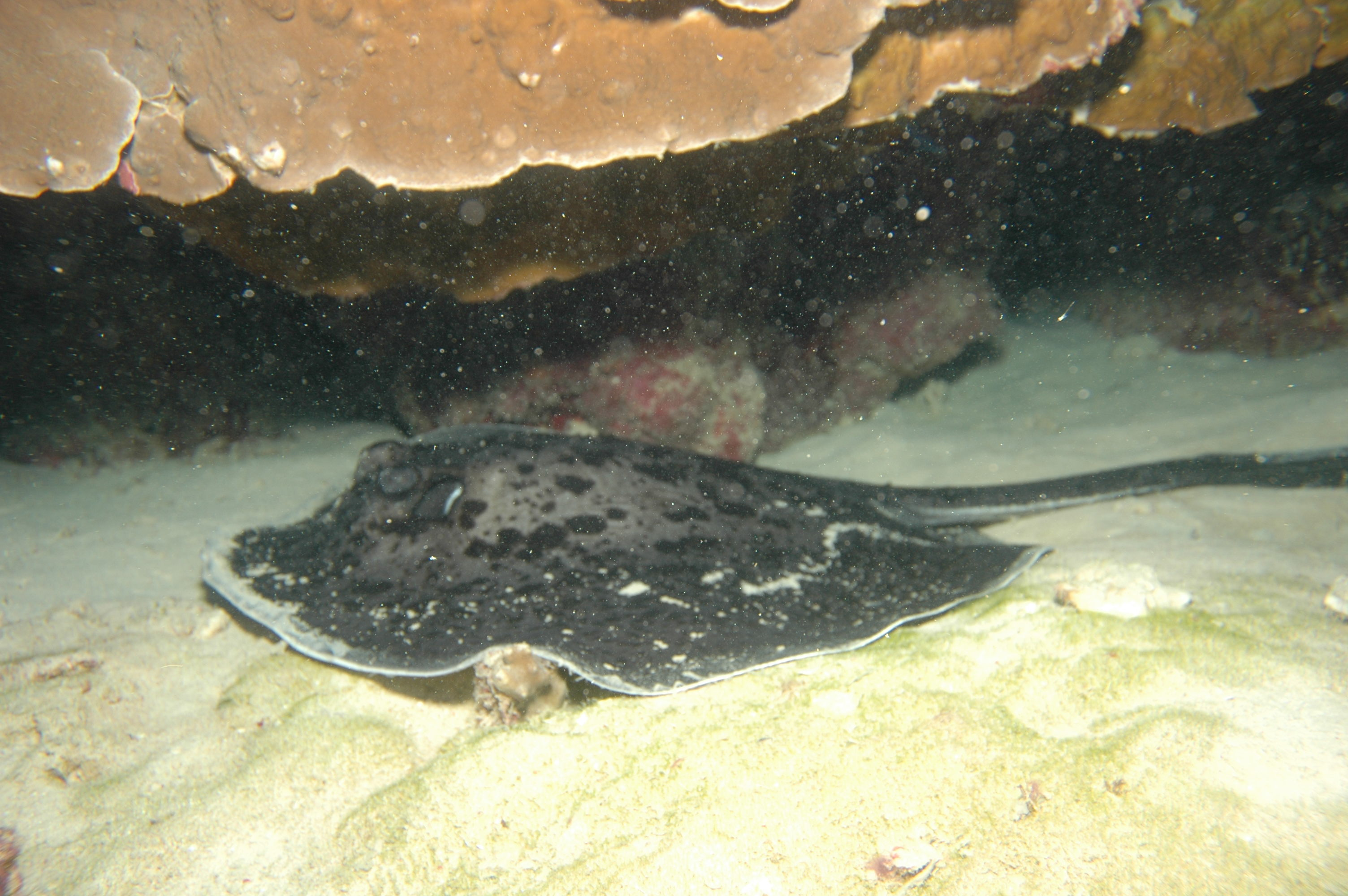
Es tracta d'una espècie relativament inactiva durant el dia, que sovint descansa a la sorra prop d'esculls.

Es tracta d'una espècie d'hàbits nocturns que resta inactiva durant bona part del dia, sovint prop d'estructures verticals, coves o prop de sortints. Pot viure en solitari, o formar part de petits o grans grups. Sovint les segueixen un o més caràngids o còbies, els quals s'alimenten de preses que el moviment de la rajada deixa al descobert o fan servir el cos de la rajada per tenir cobertura mentre s'apropen a les seves preses. Aquesta espècie captura bivalves, crancs, gambes, i petits peixos ossis del fons. Quan s'alimenta adopta un postura característica en la que pressiona els marges del seu cos contra el terra i agafa aigua pels espiracles, per bufar-la per la boca i descobrir preses enterrades en els sediments Pot ser presa de peixos més grans com taurons i mamífers marins. Quan se sent amenaçada, aixeca la cua per sobre l'esquena de manera que l'espina miri cap endavant, i la mou cap a un costat i l'altre. Els paràsits coneguts d'aquesta espècie són els monogenis Dasybatotrema spinosum, Dendromonocotyle pipinna, Neoentobdella garneri i N. taiwanensis, i el nematode Echinocephalus overstreeti.
Existeix poca informació de la seva vida. Com altres rajades, la seva reproducció és ovovivípara: l'embrió s'alimenta del rovell de l'ou fins a finals del seu desenvolupament, moment en què rep de la mare llet uterina suplementària, formada de proteïnes, lípids i mucositat. A l'illa del Coco, després del començament de La Niña, que porta temperatures més fredes, s'han vist congregacions per reproduir-se formades per centenars d'individus. Durant aquests períodes una femella pot ser perseguida per dotzenes de mascles. Les femelles donen a llum ventrades de fins a 7 cries, les quals mesuren cadascuna entre 33 i 35 centímetres d'ample i uns 67 centímetres de llarg. A Sud-àfrica, el part pot tenir lloc a l'estiu. Els mascles assoleixen la maduresa sexual amb una amplada del cos d'entre 1 i 1,1 metres. Es desconeix quan assoleixen la maduresa les femelles.

## Relacions amb humans

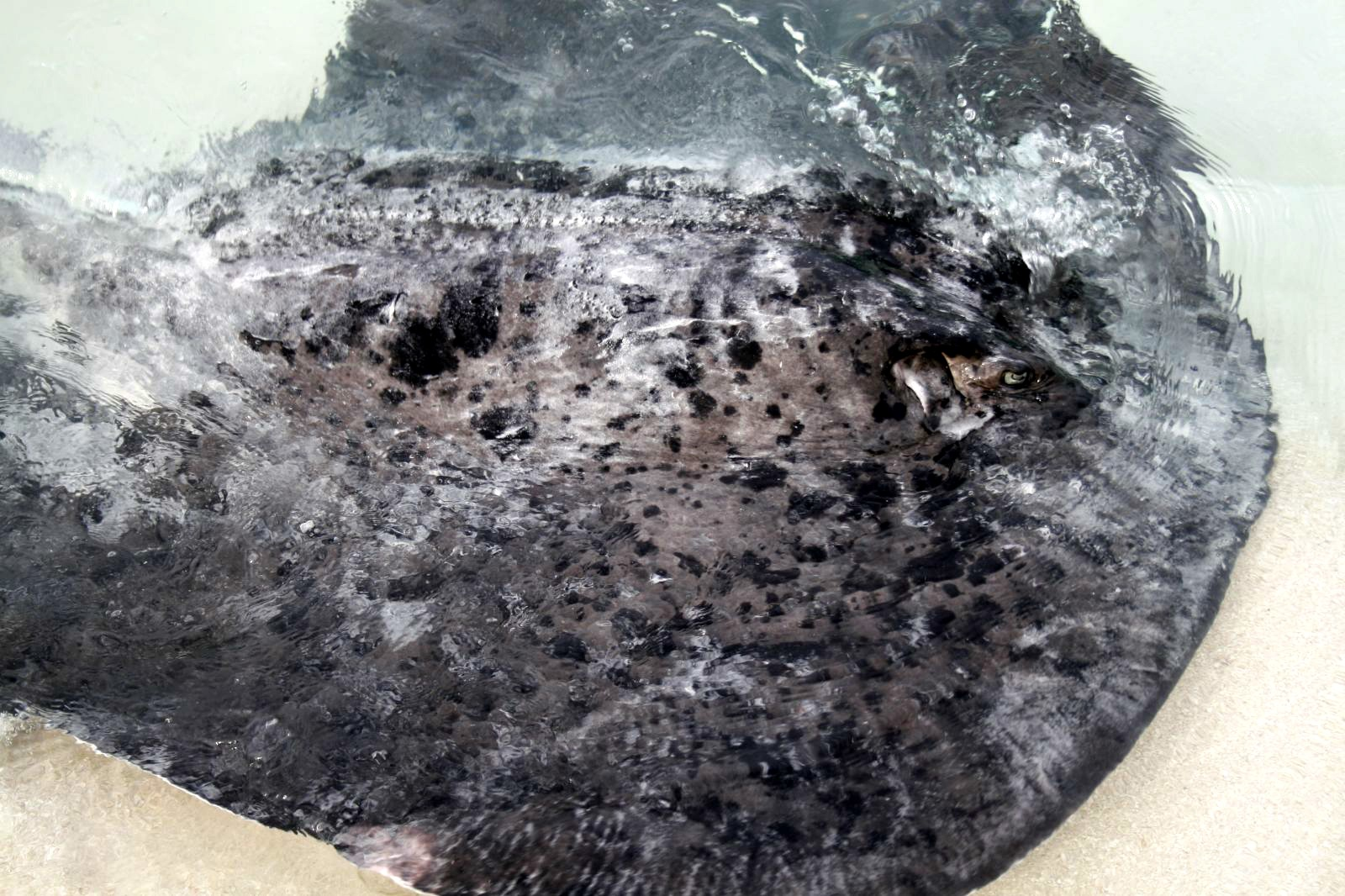
Un individu a les Maldives, on forma part d'un projecte d'ecoturisme valuós.

Aquesta espècie no és agressiva, fins al punt que se sap que s'apropen e investiguen als bussejadors. No obstant això, si se sent assetjada pot infligir una ferida greu amb el verí de l'espina que té a la cua. Com a mínim, és responsable de la mort d'un bussejador que va rebre la picada mortal de l'espina d'una rajada, mentre intentava muntar-la. Aquesta espècie és popular entre els bussejadors d'ecoturisme per la mida i aspectes especulars. Tot i que ha estat en aquaris, no s'adapta bé i l'estança més llarga d'un individu en captivitat ha estat de tan sols 81 dies.
La UICN cataloga aquesta espècie de vulnerable. No pot suportar una forta pressió pesquera, degut a la seva baixa taxa reproductiva, i a més hi ha una degradació generalitzada del seu hàbitat, els esculls de coral, a més de l'escorrentia agrícola i les pràctiques de pesca destructives com la pesca amb explosius. Aquesta espècie és capturada en tota la seva àrea de distribució geogràfica. Una regió en la qual està molt pressionada per la pesca són les aigües d'Indonèsia, on aquesta i altres espècies de rajada es capturen de manera intencionada o queden atrapades a les xarxes de la pesca de palangre i arrossegament dels pescadors de Java, Bali, Nova Guinea, i Lombok. Tots els individus capturats són portats al mercat per al consum humà.
A Sud-àfrica, aquesta espècie és capturada accidentalment per les xarxes d'arrossegament de gambes que operen en bancs a alta mar, encara que no s'utilitza. A causa de la seva grandària i força, és apreciada pels pescadors esportius, els quals generalment les alliberen il·leses. Sud-àfrica estableix un límit de pesca d'un individu d'aquesta espècie per persona i dia, i no en permet la pesca submarina.
En aigües australianes, aquesta rajada s'ha catalogat com una espècie en risc mínim. Tot i que és capturada (i descartada) pels pescadors de gambes, la seva mortalitat s'ha reduït per l'obligació d'instal·lar un DET (dispositiu excloent de tortugues) a les xarxes. A més, una part de la seva distribució geogràfica es troba dins d'àrea protegida del Parc Marí de la Gran Barrera. Aquesta espècie també ha estat inclosa en aquesta categoria a les Maldives, on, a causa del valor turístic de les rajades, el govern ha creat reserves marines protegides i va prohibir l'exportació de les rajades el 1995 i de les seves pells el 1996.